# Prêmio Nacional Latsis
O PrêmioNacional Latsis (em alemão:  Nationale Latsis-Preis) é um prêmio científico anual patrocinado pela Fundação Latsis e concedido pelo Schweizerischer Nationalfonds (SNF). Condecora pesquisadores que obtiveram conquistas científicas especiais na Suíça até os 40 anos de idade. É dotado com 100.000 francos suíços.
O respectivo vencedor é selecionado pelo Conselho Nacional de Pesquisa do SNF.

## Recipientes
- 1984 – Jürg Fröhlich (Física matemática: Quantentheorie)
- 1985 – Otto Albrecht Haller (Virologia: Resistenz gegen Infektionen durch Grippeviren)
- 1986 – Ulrich Kohli (Teoria econômica: Analyse des internationalen Handels)
- 1987 – John Paul Maier (Físico-química: spektroskopische Methoden zur Untersuchung der Eigenschaften ionisierter Moleküle)
- 1988 – Paul Schmid-Hempel (Ecologia comportamental)
- 1989 – Anne-Nelly Perret-Clermont (Psicologia social e Ciência da educação)
- 1990 – Goeffrey Bodenhausen (Espectroscopia NMR)
- 1991 – Susan Margaret Gasser-Wilson (Biologia celular: die Rolle der Zellkernproteine bei der Organisation und Weitergabe von genetischer Information)
- 1992 – Maria Christina Pitassi (Geschichte der Theologie und der Philosophie im 17. und 18. Jahrhundert)
- 1993 – Thomas Stocker (Klima- und Umweltphysik: die Rolle der Ozeane bei der Klimaveränderung)
- 1994 – Denis Duboule (Biologia do desenvolvimento e genética)
- 1995 – Astrid Epiney (Direitos humanos e direito ambiental internacional)
- 1996 – Martin Vetterli (Audiovisionelle Technik der Zukunft: die Theorie der Wavelets im Bereich der Kommunikation)
- 1997 – Konrad Basler (Zoologia/Biologia do desenvolvimento: Drosophila-Fliege)
- 1998 – Peter Schaber (Ética: angewandte Ethik und Umweltethik)
- 1999 – Frédéric Merkt (Físico-química de moléculas: Spektroskopie und Dynamik von Atomen und Molekülen in elektronisch hochangeregten Zuständen)
- 2000 – Laurent Keller (Evolutionsökologie am Modell von Ameisen)
- 2001 – Lorenza Mondada (Interaktionale Linguistik)
- 2002 – Jerome Faist (Física do estado sólido: Quantenkaskadenlaser QCL)
- 2003 – Silvia Arber (Entwicklungsneurobiologie: Funktion neuronaler Schaltkreise im Rückenmark)
- 2004 – Simon Gächter (Economia empírica: kooperatives Verhalten)
- 2005 – Patrick Jenny (Engenharia: Computersimulationen komplexer Strömungssysteme in Natur und Technik)
- 2006 – Michael Hengartner (Biologia molecular: Erforschung eines Modellorganismus, des Fadenwurms C. elegans)[1]
- 2007 – Giuliano Bonoli (Ciência política: Rolle des Sozialstaats in Europa)
- 2008 – Franz Pfeiffer (Tecnologia da radiografia)
- 2009 – Mirjam Christ Crain (Medicina: durch infektiöse Krankheiten verursachter biologischer Stress)
- 2010 – Marianne Sommer (História da ciência: Erforschung der Lebenswissenschaften)
- 2011 – Karl Gademann (Química: Isolierung und Synthese von Naturstoffen)
- 2012 – Jacques Fellay (Ciências da vida: genetische Unterschiede als Behandlungswerkzeuge)
- 2013 – David Sander (Psicologia: Emotionen und deren Wirkungen auf kognitive Funktionen)
- 2014 – Tobias Kippenberg (Física: Resonator-Quanten-Optomechanik)
- 2015 – Richard Benton (Biologia: Neurobiologie des Geruchssinns)
- 2016 – Alexander Keese (História: Entkolonialisierungsprozesse in afrikanischen Gebieten)
- 2017 – Xile Hu (Química: Produktion von solaren Treibstoffen und die Synthese von chemischen Molekülen)
- 2018 – Andrea Ablasser (Medicina: angeborene Immunität)[2][3]
- 2019 – Dominik Hangartner (Ciência política: Migrationspolitik)
- 2020 – Maryna Viazovska (Matemática: Kugelpackungsprobleme)
- 2021 – Nicola Aceto (Medicina: Metastasierung von Tumoren)
- 2022 - Kerstin Vokinger (Direito, medicina e tecnologia)
- 2023 - Lesya Shchutska (Física: Física de partículas)